# Andrena hibernica
Andrena hibernica är en biart som beskrevs av Warncke 1975. Andrena hibernica ingår i släktet sandbin, och familjen grävbin. Inga underarter finns listade i Catalogue of Life.